# 122-я пехотная дивизия (вермахт)
122-я пехотная дивизия (нем. 122. Infanterie-Division, псевдоним: нем. Greif-Division) — немецкое подразделение вермахта во время Второй мировой войны. Образовано 5 октября 1940 года.

## Формирование
| 1941                                                        | Июль 1944 |
| ----------------------------------------------------------- | --- |
| 409-й пехотный полк 410-й пехотный полк 411-й пехотный полк | 409-й гренадерский полк 410-й гренадерский полк 411-й гренадерский полк                                                                                                  |
| 122-й разведывательный батальон                             | 122-й стрелковый батальон |
| 122-й артиллерийский полк                                   | |
| 122-й инженерный батальон                                   | |
| 122-й полевой запасной батальон                             | |
| 122-й противотанковый батальон                              | 122-й противотанковый батальон (моторизованный) |
| 122-й дивизионный батальон связи                            | 122-й дивизионный батальон связи (частично моторизованный) |
| 122-е дивизиональные службы                                 | 122-е дивизионные войска снабжения 122-е административные войска 122-е войска транспортного парка 122-й почтовый пост 122-е ветеринарные войска 122-е медицинские войска |

### 7 июля 1941
- 122-я пехотная дивизия:
  - Штабная рота дивизии (2 ручных пулемёта)
    - 1 (моторизованный) картографический взвод

  - 409-й пехотный полк
    - Штабная рота полка
    - 1 взвод связи
    - 1 саперный взвод (3 ручных пулемёта)
    - 1 полковой оркестр
    - 1 велосипедный разведывательный взвод
    - 3 батальона
      - 3 пехотные роты (12 ручных пулемёта, 3 50-миномёта)
      - 1 пулемётная рота (12 пулемётов, 6 80-мм миномётов)
      - 1 пулемётная рота поддержки пехоты (2 150 мм пехотных орудий & 6 75-мм ПТ-орудий)
      - 1 (моторизованная) противотанковая батарея (2 50-мм ПАК 50, 9 37-мм Pak 36 и 4 пулемёта)

  - 410-й пехотный полк: такой же, как 409-й пехотный полк
  - 411-й пехотный полк: такой же, как 409-й пехотный полк
  - 122-й разведывательный батальон
    - 1 (t-mot) штабной взвод связи
    - 1 конный эскадрон (9 ручных пулемётов и 2 станковых пулемёта)
    - 1 велосипедный эскадрон (3 50-мм миномёта, 2 станковых пулемёта, & 9 ручных пулемётов)
    - 1 (моторизованный) разведывательный эскадрон
    - 1 противотанковый взвод (1 ручной пулемёт и 3 37-мм Pak 36)
    - 1 взвод пионеров (3 ручных пулемёта)
    - 1 взвод орудий поддержки пехоты (2 75-мм ПТ-орудия)

  - 122-й противотанковый дивизион
    - 1 (моторизованный) взвод связи
    - 3 (моторизованные) противотанковые батареи (2 50-мм Pak 50, 9 37-мм Pak 36 и 4 ручных пулемёта)

  - 122-й артиллерийский полк
    - Штаб полка
    - Метеорологический отдел
    - 1-3-й батальоны, каждый в составе:
      - 1 штабная рота
      - Топографическая секция
      - 3 батареи (4 105-мм пулемёта и 2 ручных пулемёта)

    - 4-й батальон
      - 1 штабная рота
      - 3 батареи (4 150-мм орудия sFH и 2 ручных пулемёта)

  - 122-й батальон связи
    - 1 (t-mot) телефонная рота
    - 1 (моторизованный) радиорота
    - 1 (моторизованный) колонна снабжения световых сигналов

  - 122-й пионерный батальон
    - 2 пионерские роты (9 ручных пулемётов)
    - 1 (моторизованный) пионерская рота (9 ручных пулемётов)
    - 1 лёгкая (моторизованная) колонна инженерного снабжения
    - 1 (моторизованная) мостовая колонна Б (исключена к концу года)

  - 122-й батальон полевого пополнения (3 стрелковые роты)
  - Войска дивизионного снабжения
    - 1—3/122-я лёгкие (моторизованное) колонны снабжения
    - 4—6/122-я конная колонна снабжения
    - 7—9/122-я лёгкая конная колонна снабжения (добавлено до конца года)
    - 10/122-я лёгкая (моторизованная) колонна снабжения горючим
    - 122-я рота технического обслуживания (моторизованная)
    - 122-я лёгкая рота снабжения

  - 122-я (моторизованная) пекарня
  - 122-я (моторизованная) мясная секция
  - 122-я (моторизованная) квартирмейстерская секция
  - 1/122-я (моторизованная) медицинская рота
  - 2/122-я (конная) медицинская рота
  - 122-й (моторизованный) полевой госпиталь
  - 1/,2/122-я санитарные колонны
  - 122-я ветеринарная рота
  - 122-й (моторизованный) взвод военной полиции
  - 122-я (моторизованная) полевая почта[1]

## Командование
- Генерал-лейтенант Зигфрид Махольц , 5 октября 1940 — 8 декабря 1941
- Генерал-лейтенант Фридрих Байер, 8 декабря 1941 — 17 февраля 1942
- Генерал-лейтенант Зигфрид Махольц, 17 февраля 1942 — 1 августа 1942
- Генерал-лейтенант Курт Чилл , 1 августа 1942 — 10 октября 1942
- Генерал-лейтенант Густав Хундт, 10 октября 1942 — ноябрь 1942
- Генерал-лейтенант Зигфрид Махольц, ноябрь 1942 — 1 декабря 1942
- Генерал-майор Адольф Вестхофф, 1 декабря 1942 — 8 января 1943
- Генерал-майор Адольф Тровиц , 8 января 1943 — 15 мая 1943
- Генерал-лейтенант Альфред Тильман, 15 мая 1943 — 27 июня 1943
- Генерал-лейтенант Курт Чилл, 27 июня 1943 — 1 февраля 1944
- Генерал-майор Иоганн-Альбрехт фон Блюхер, 1 февраля 1944 — 4 февраля 1944
- Генерал-майор Герой Брезинг, 4 февраля 1944 — 25 августа 1944
- Генерал инфантерии Фридрих Фангор, 25 августа 1944 — 20 января 1945
- Генерал-майор Бруно Шац, 20 января 1945 — 8 мая 1945